# Xã Red Oak, Quận Cedar, Iowa
Xã Red Oak (tiếng Anh: Red Oak Township) là một xã thuộc quận Cedar, tiểu bang Iowa, Hoa Kỳ. Năm 2010, dân số của xã này là 184 người.